# Territorio indiano

Territorio indiano nel 1836

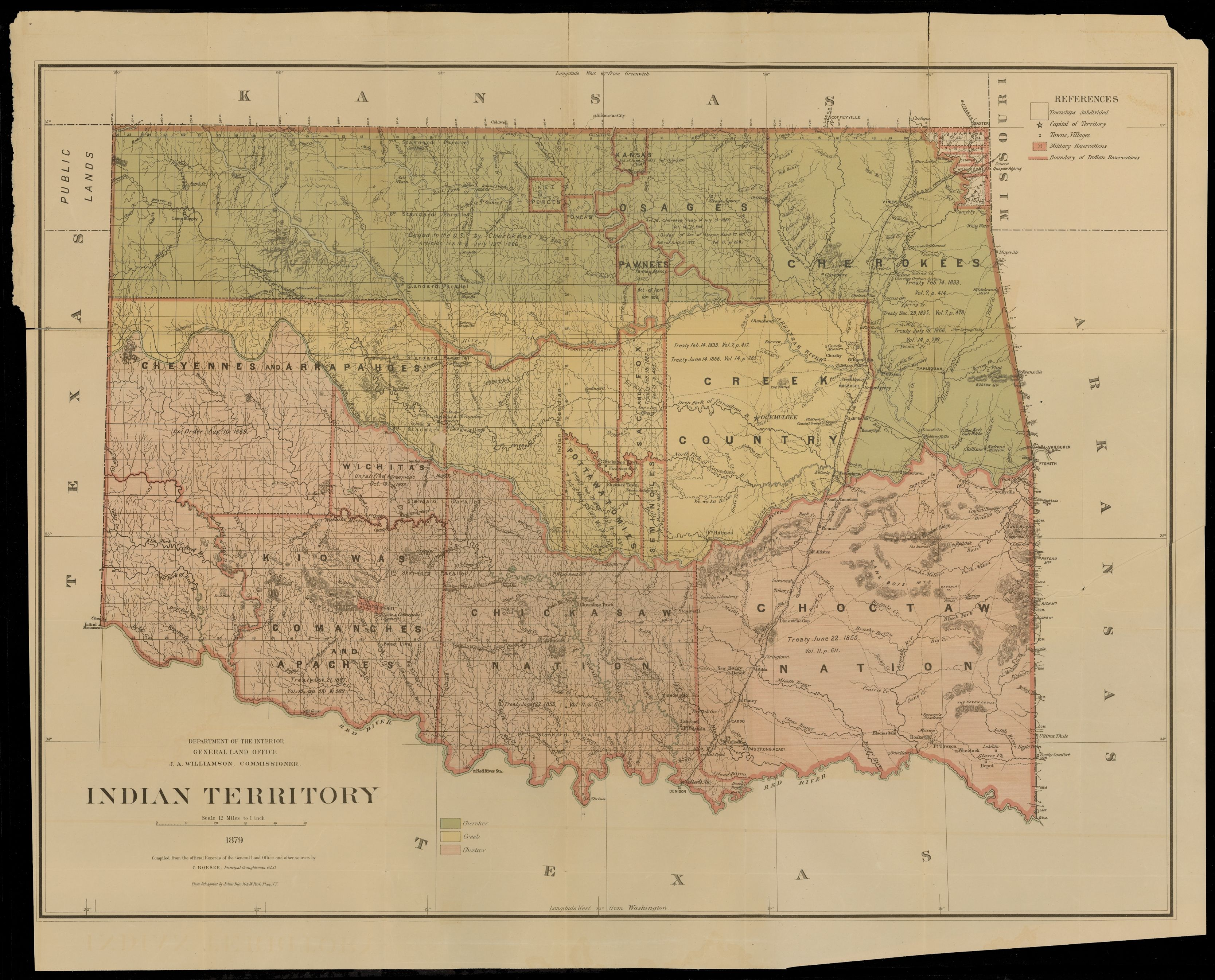
Territorio indiano nel 1879

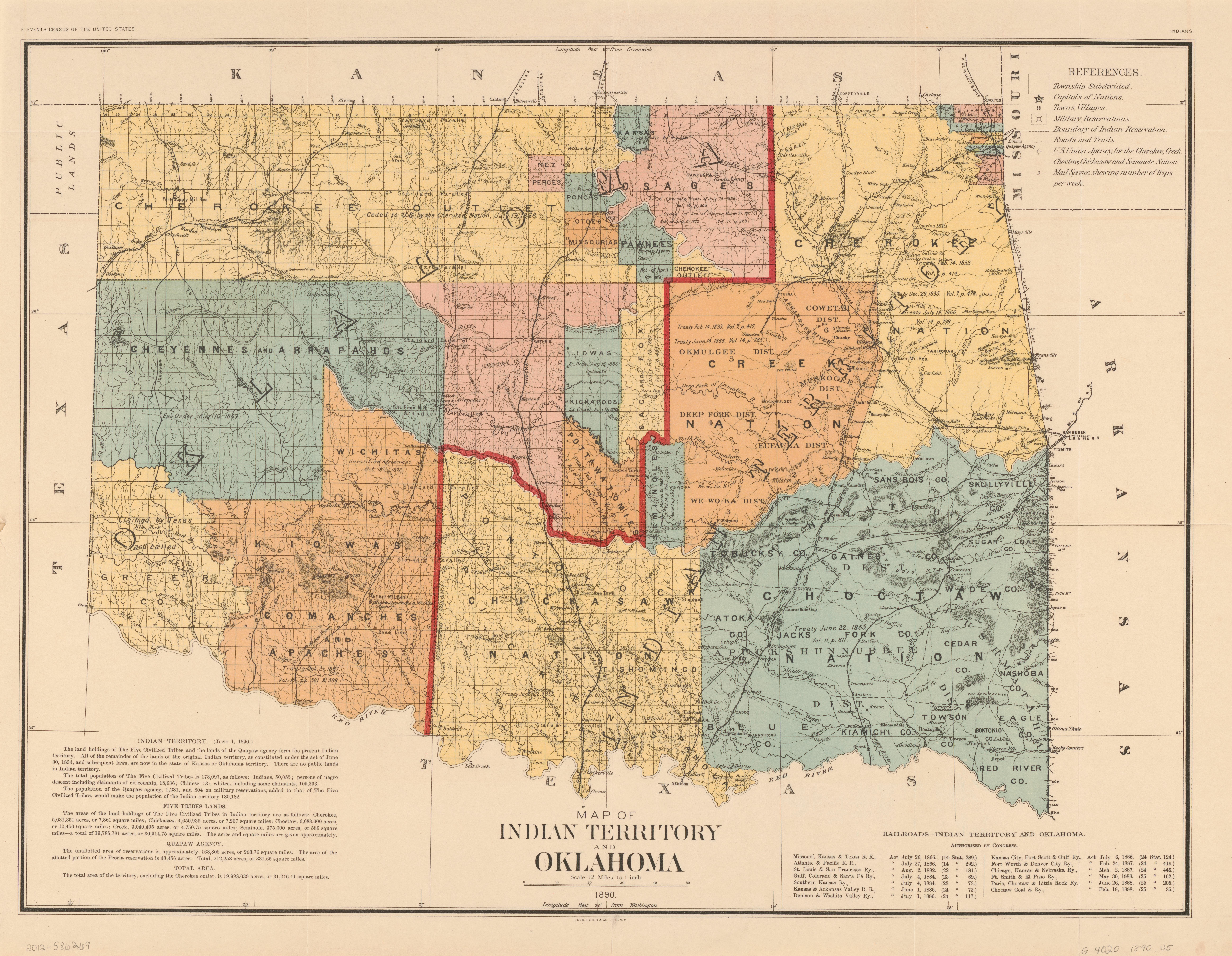
L'Oklahoma (a ovest della linea rossa) e i territori indiani (a est della linea rossa) nel 1890

Il Territorio indiano (in inglese "Indian Territory" o "Indian Country") era una terra posta a margine degli Stati Uniti, ad uso dei nativi americani. I confini generali furono stabiliti coll'Indian Intercourse Act del 1834. Nel corso degli anni che vanno dal 1763 al 1906 furono creati negli Stati Uniti diversi territori indiani.

## Descrizione
Ha origine con la colonizzazione britannica del Nord America, quando nel 1763, una legge reale stabilì i confini della colonizzazione europea ad est dei Monti Appalachi, creando malcontento tra i coloni-sudditi inglesi.
Con l'indipendenza degli Stati Uniti, dopo il 1783 il nuovo territorio indiano fu spostato ad ovest del fiume Mississippi e vi furono trasferite le numerose tribù che erano state alleate degli Inglesi e che avevano continuato a resistere all'avanzata dei coloni verso l'ovest (per due volte gli "invasori" avevano tentato di occupare l'Ohio - Ohio Country - e per due volte furono ricacciati dagli indiani, finché questi vennero debellati nella battaglia di Fallen Timbers nel 1794 e dovettero accettare il trattato di Greenville, a loro sfavorevole, obbligandoli a ritirarsi oltre il Mississippi). Ma con l'avanzare della colonizzazione bianca furono individuati nuovi territori indiani sempre più ad ovest, finché si arrivò a determinare quello dell'Oklahoma.
Col tempo il territorio indiano fu gradualmente ridotto a quello che oggi è l'Oklahoma; di seguito, con l'organizzazione del Territorio dell'Oklahoma nel 1890, divenne solamente l'area orientale di questa zona. I cittadini del territorio indiano provarono nel 1905 ad ottenere l'annessione agli Usa come Stato di Sequoyah, ma venne rigettato dal Congresso e dall'amministrazione che non desideravano due nuovi stati occidentali, il Sequoyah e l'Oklahoma. Con l'istituzione dell'Oklahoma nel novembre 1907, il Territorio Indiano si estinse.
Nello slang militare USA, con Indian country si definisce un'area dove le truppe si attendono di incontrare una armata avversa (un uso questo che divenne popolare durante la guerra del Vietnam).